# ОШ „Стеван Мокрањац” Кобишница
ОШ „Стеван Мокрањац” у Кобишници, насељеном месту на територији општине Неготин, државна је установа основног образовања која је почела са радом 1867. године.

## Историјат и школа данас
Почетак основног школства у Кобишници датира од 1867. године, када још није постојала зграда у којој би се обављало процес васпитања и образовања. Почетком 20. века (1907) изграђене су школске зграде у Kобишници и Буковчу. Школска зграда у подручном одељењу у Србову изграђена је много касније, почетком 1935. године. Школа у подручном одељењу Србово је четворогодишња, а матична школа у Kобишници је осмогодишња. Тренутно у школи имамо 120 ученика, распоређених у 9 одељења разредне и предменте наставе.